# Dibothriocephalus coatsi
Dibothriocephalus coatsi is een lintworm (Platyhelminthes; Cestoda). De worm is tweeslachtig.
Het geslacht Dibothriocephalus, waarin de lintworm wordt geplaatst, wordt tot de familie Diphyllobothriidae gerekend. De wetenschappelijke naam van de soort werd voor het eerst geldig gepubliceerd in 1912 door John Rennie en Alexander Reid.
D. coatsi is een parasiet van de zeeluipaard  (Hydrurga leptonyx) in de Zuidelijke Oceaan. De soort werd ontdekt op de Schotse Antarctica-expeditie van 1902-1904.